# Joan IV d'Armanyac
Joan IV d'Armanyac, nascut el 15 d'octubre de 1396 a Rodés, mort el 5 de novembre de 1450 a l'Isle-Jourdain (Illa Jordà) va ser comte d'Armanyac, Fesenzac i Rodés, i vescomte de Fesenzaguet, vescomte de Lomanha i Auvillars, de 1418 a 1450. Fou el fill de Bernat VII d'Armanyac, comte d'Armagnac, de Fesenzac, de Pardiac (de facto) i de Rodés, vescomte de Lomanha, Auvillars, Carlat, etc. i de Bona de Berry i el germà de Bernat d'Armanyac, comte de Pardiac i de la Marca i duc de Nemours.

## Biografia
El seu pare havia adquirit per la força el Comtat de Comenge (i de fet el de Pardiac) i va tenir presonera a la comtessa Margarida, però Joan IV no va poder impedir les segones núpcies de Margarida amb Mateu de Foix el 1419, i el comtat de Comenge se li va escapar definitivament. Fou el darrer senyor feudal partidari de l'antipapa Benet XIII d'Avinyó i del seu successor Benet XIV, es va unir finalment el 1430 al papa de Roma.
El 1425 va retre homenatge al rei de Castella per l'Armanyac. El rei de França, ocupat a combatre els anglesos, no va poder intervenir, però no va oblidar l'afront. Més tard, Joan IV va negociar el matrimoni de la seva filla Isabel amb Enric VI d'Anglaterra, però hi va renunciar després de les amenaces del rei de França. El 1440, va participar en una revolta dels barons i del delfí, però la coalició va ser vençuda per Carles VII, que va atorgar el perdó als insurgents; el rei va demanar al comte d'Armanyac que renunciés a la seva fórmula regaliana, però el comte va refusar.
El rei Carles VII va demanar llavors al delfí que castigués a aquest vassall recalcitrant i Joan IV fou assetjat a l'Illa Jordà; va ser fet presoner i engarjolat a Carcassona el 1443. Va ser graciat tres anys més tard, però els seus comtats foren dirigits per oficials reials, i ja no va tenir poders en el temps (7 anys) que va passar fins a la seva mort.

## Matrimonis i fills
Es va casar a Nantes el 16 de juny de 1407 amb Blanca de Bretanya (1395 † 1419), filla de Joan V l'Anglòfil, duc de Bretanya i de Joana d'Évreux, i va tenir a:
- Bona (1416 † abans de 1448)

Vidu, es va casar de nou el 10 de maig de 1419 amb Isabel d'Évreux (1395 † 1450), filla de Charles III el Noble, rei de Navarra, i d'Elionor de Castelle. Van tenir a:
- Maria (1420 † 1473), casada el 1437 amb Jpan II (1409 † 1476), duc d'Alençon
- Joan V (1420 † 1473), vescomte de Lomanha, després comte d'Armanyac, Fesenzac i Rodés.
- Elionor (1423 † 1456), casada el 1446 amb Lluís de Chalon (1389 † 1463), príncep d'Aurenja (Orange), senyor d'Arlay i d'Arguel.
- Carles I (1425 † 1497), vescomte de Fesenzaguet, després comte d'Armanyac, de Fesenzac i de Rodés
- Isabel (1430 † 1476), senyora de les Quatre Valls.